# Gwendoline Eastlake Smith
Gladys Shirley (Gwendoline) Eastlake Smith (Sydenham, 14 augustus 1883 – Middleham, 18 september 1941) was een tennisspeelster uit Engeland. Zij won een gouden medaille op de Olympische spelen van 1908 in Londen.

## Biografie
Eastlake Smith werd geboren op 14 augustus 1883 in het Engelse graafschap Kent, als dochter van Charles Eastlake Smith (voetballer die in 1876 in een wedstrijd tegen Schotland voor het Engelse team speelde) en Lizzie Cooper.
In 1905 won zij, samen met Reginald Doherty, het gemengd dubbelspel op de Queen's Club in de Londense wijk West Kensington. Zij won het toernooi van Monte Carlo in 1906, 1907 en 1908. In 1908 won zij nogmaals het gemengd dubbelspel op de Queen's Club, nu met Anthony Wilding aan haar zijde. Eastlake Smith stond driemaal in de finale op de London Covered Courts Championships – zij won de titel in oktober 1906 en in april 1907; zij verloor de finale in oktober 1907 van landgenote Alice Greene.
Op de Olympische Zomerspelen van 1908 in Londen won zij de gouden medaille in het vrouwenenkelspel (overdekt) – in de finale nam zij revanche op Alice Greene.
Twee dagen na haar Olympische overwinning trad zij in het huwelijk met Wharram Lamplough, een arts en chirurg. Onder de naam Gladys Lamplough bereikte zij de halve finale op Wimbledon, eenmaal in 1908 en nogmaals in 1910. In 1913 won zij met haar echtgenoot het married doubles championship. In 1921 nam zij voor het laatst deel aan het enkelspel op Wimbledon.
Op 18 september 1941 overleed zij, op 58-jarige leeftijd, in het Engelse graafschap North Yorkshire.

## Palmares

### Enkelspeltitels
| nr. | finaledatum | toernooi    | ondergrond | tegenstandster | score         |
| --- | ----------- | ----------- | ---------- | -------------- | ------------- |
| 1.  | 1908-05-11  | O.S. Londen | hout (i)   | Alice Greene   | 6-2, 4-6, 6-0 |

## Prestatietabel grandslamtoernooien
| Legenda | Legenda                          |
| ------- | -------------------------------- |
| g.t.    | geen toernooi gehouden           |
| l.c.    | lagere categorie                 |
| –       | niet deelgenomen                 |
| G       | uitgeschakeld in de groepsfase   |
| 1R      | uitgeschakeld in de eerste ronde |
| 2R      | uitgeschakeld in de tweede ronde |
| 3R      | uitgeschakeld in de derde ronde  |
| 4R      | uitgeschakeld in de vierde ronde |
| KF      | uitgeschakeld in de kwartfinale  |
| HF      | uitgeschakeld in de halve finale |
| F       | de finale verloren               |
| W       | het toernooi gewonnen            |
| w-v     | winst/verlies-balans             |

### Enkelspel
| Australian Open | –  | –  | –  | –  | –  | –  | –  | –  |
| Roland Garros   | –  | –  | –  | –  | –  | –  | –  | –  |
| Wimbledon       | KF | 3R | HF | HF | 1R | 2R | 2R | 1R |
| US Open         | –  | –  | –  | –  | –  | –  | –  | –  |

### Vrouwendubbelspel
| Australian Open | –  | –  | –  | –  |
| Roland Garros   | –  | –  | –  | –  |
| Wimbledon       | 2R | KF | 1R | 2R |
| US Open         | –  | –  | –  | –  |

### Gemengd dubbelspel
| Australian Open | –  | –  | –  | –  | –  | –  |
| Roland Garros   | –  | –  | –  | –  | –  | –  |
| Wimbledon       | HF | HF | 1R | 1R | HF | 3R |
| US Open         | –  | –  | –  | –  | –  | –  |